# Ławica (przystanek kolejowy)
Ławica – przystanek kolejowy w Polsce, znajdujący się w Ławicy, w powiecie kłodzkim na linii kolejowej nr 276 z Wrocławia Głównego do Międzylesia.

## Ruch pasażerski
| Rok  | Wymiana pasażerska na dobę |
| ---- | -------------------------- |
| 2017 | 10-19                      |
| 2022 | 20-49                      |

## Historia
Przystanek kolejowy w Ławicy powstał w 1874 r. wraz z budową linii kolejowej z Wrocławia do Kłodzka. W tym czasie zbudowano 2 budynki kolejowe. W pierwszym z nich na torze wiodącym do Wrocławia mieściła się kasa, poczekalnia i mieszkania dla kolejarzy. Pomiędzy przystankami Ławica i Bardo Śląskie linia biegnie przez dwutorowy, jednokomorowy tunel o długości 364 m pod Tunelową Górą (Tunnelberg), przebitym 2 grudnia 1873 r. Przy jego budowie zatrudniono kamieniarzy z Włoch.